# Fritz Schaller
Fritz Schaller (* 29. Mai 1904 in Berlin; † 4. März 2002 in Köln) war ein deutscher Architekt. Seine bekanntesten Bauwerke sind das Kalkbergstadion in Bad Segeberg und die Domplatte in Köln, außerdem entwarf er zahlreiche katholische Kirchen.

## Leben
Schaller studierte an der Technischen Hochschule Karlsruhe und arbeitete ab 1929 zunächst in der Preußischen Hochbauverwaltung. Ende 1933 war er bereits selbstständig, seine wichtigsten Aufträge bezog er von der NS-Organisation „Amt Schönheit der Arbeit“. Er unterstützte die Thingspielbewegung, chorisches Massentheater als Gemeinschaftserlebnis, als führender Entwerfer von Thingplätzen. Hunderte von Thing-Bühnen waren 1933/1934 geplant, jedoch stoppte das Propagandaministerium 1935 die Thingbewegung, weil das Thingspiel, ursprünglich begründet in der Katholischen Arbeitnehmer-Bewegung, der NS-Diktatur zu wenig beherrschbar erschien. Dennoch trat Schaller 1937 der NSDAP bei. Während des Zweiten Weltkriegs war er als Mitarbeiter an den Anlagen der Ernst Heinkel Flugzeugwerke „unabkömmlich“ gestellt.
Mehrere seiner Thingbühnen erlangten nach dem Krieg große Bedeutung, ob in der DDR (in einer der intendierten Ästhetik sehr verwandten Nutzung) z. B. der „Volksplatz Borna“, der bis 1989 FDJ-Massenspielen diente, oder im Westen z. B. der „Gesundbrunnen“ in Northeim/Harz, der bis heute eine einzigartige Kulisse für Pop-Rock-Festivals bietet. Internationale Anerkennung fand das Bad Segeberger Kalkbergstadion – seit 1952 Hauptbühne der dortigen Karl-May-Spiele.
1947 erhielt Schaller die Einladung von Rudolf Schwarz, in der Wiederaufbaugesellschaft in Köln mitzuwirken, für die unter anderem auch Gottfried Böhm gewonnen wurde. Von da an übte Fritz Schaller mit einem eigenen Architekturbüro in Köln ab 1949 größeren Einfluss aus, gingen doch von hier die wesentlichen Impulse für den neuen katholischen Kirchenbau in Deutschland aus. Mit der durch die liturgische Bewegung, die darin aufgegriffene äußere Ästhetisierung des Gemeinschaftsgedankens und die im Zweiten Vatikanum bewirkte stärkere Zentrierung der Liturgie konnte Schaller auf seine Erfahrungen als Thing-Architekt zurückgreifen. 1950 errichtete Schaller zusammen mit Flüchtlingen aus Schlesien im Ortskern von Hessisch-Oldendorf (Weserbergland) eine kath. Flüchtlingskirche aus Backstein und Holz in handwerklicher Bauweise und Selbsthilfe.
Insgesamt hat er 64 Sakralbauten entworfen und 30 realisiert, darunter „klassisch“ gewordene Bauten in den Bistümern des Rheinlandes. Er war Kurator von europaweit beachteten Kirchenbauausstellungen (Italien, Frankreich, Niederlande, Spanien, Portugal), was zur Ausstrahlung seiner Konzepte über den Kölner Raum hinaus beitrug.
Zu seinen bekanntesten Bauten zählt der östliche, nördliche und westliche Teil der lange Zeit städtebaulich umstrittenen Domplatte, die die Umgebung um den Kölner Dom grundsätzlich neu definierte. Der östliche Teil wurde beim Bau des Museum Ludwig 1980–1986 tiefgreifend verändert, die nördliche Treppenanlage zum Hauptbahnhof von seinem Sohn Christian Schaller 2005 umgestaltet.

## Werke

### Thingstätten

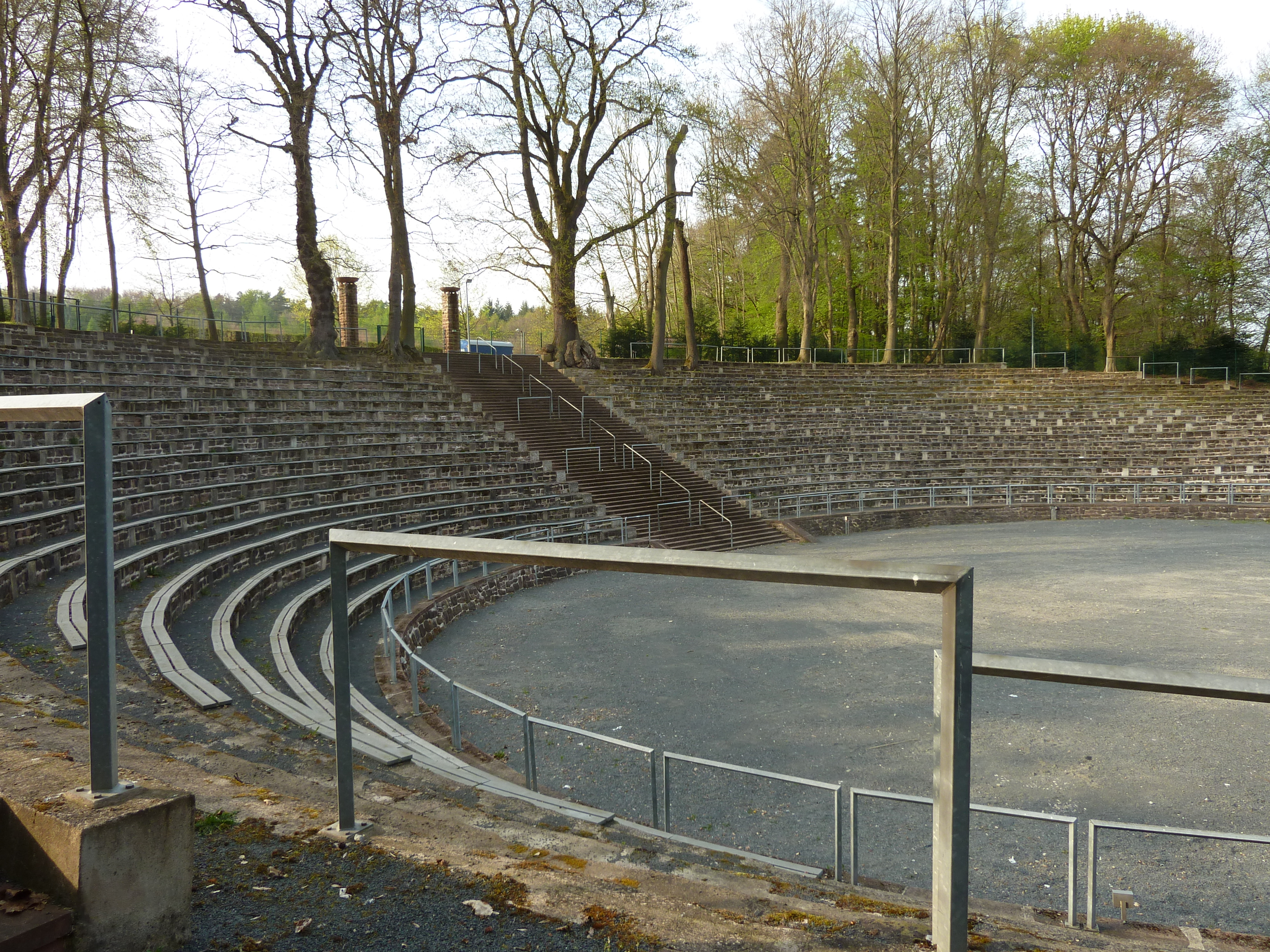
Waldbühne Northeim 1936

- 1934–1935: Thingstätte, heutiger Volksplatz Borna (Sachsen)

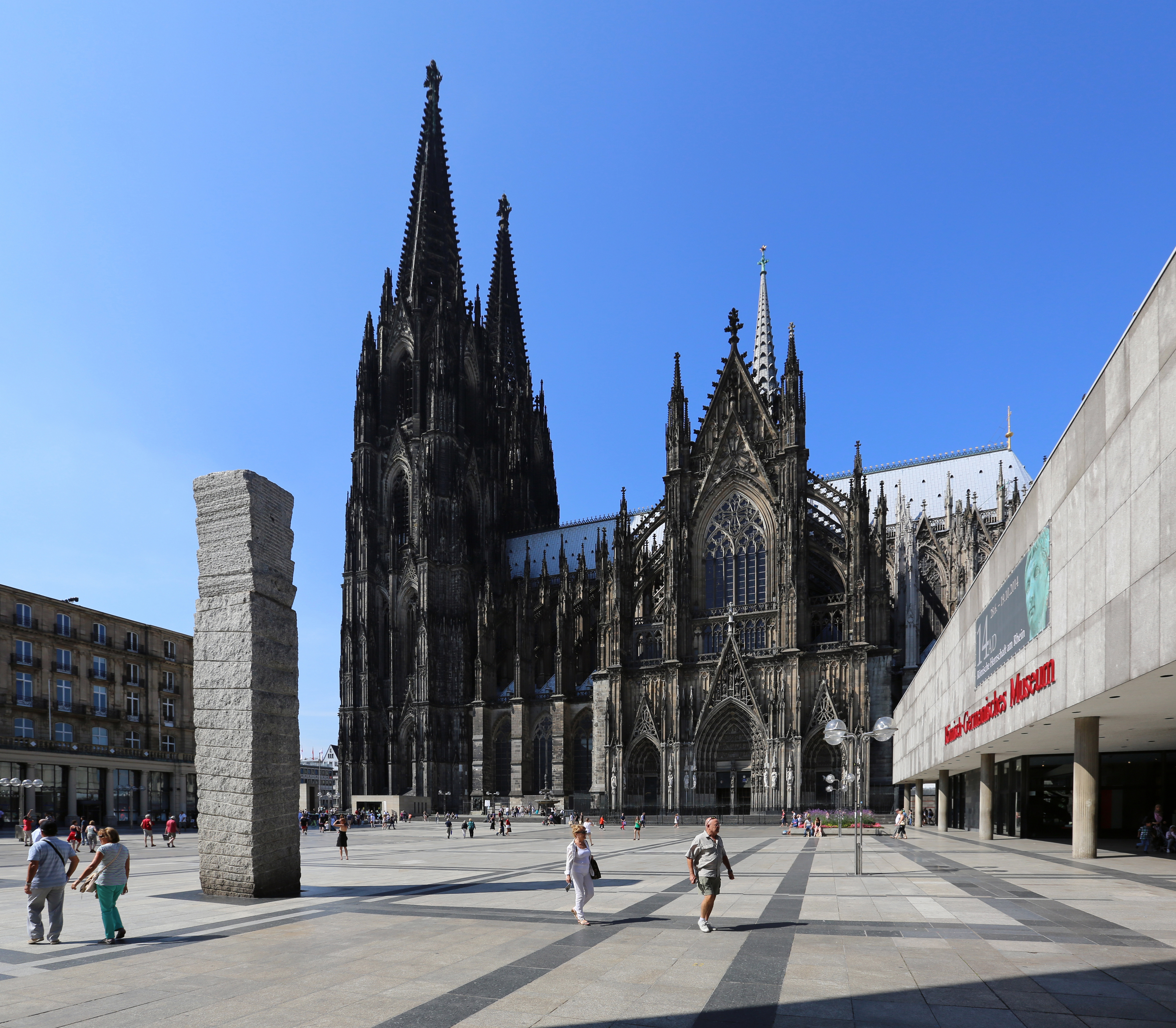
Roncalliplatz Köln, Südseite Dom

- Sankt-Bruder-Klaus, Köln-Mülheim (2012)Roncalliplatz Köln, Südseite Dom1934–1936: Thingstätte, Freilichtbühne Gesundbrunnen in Northeim (Niedersachsen)

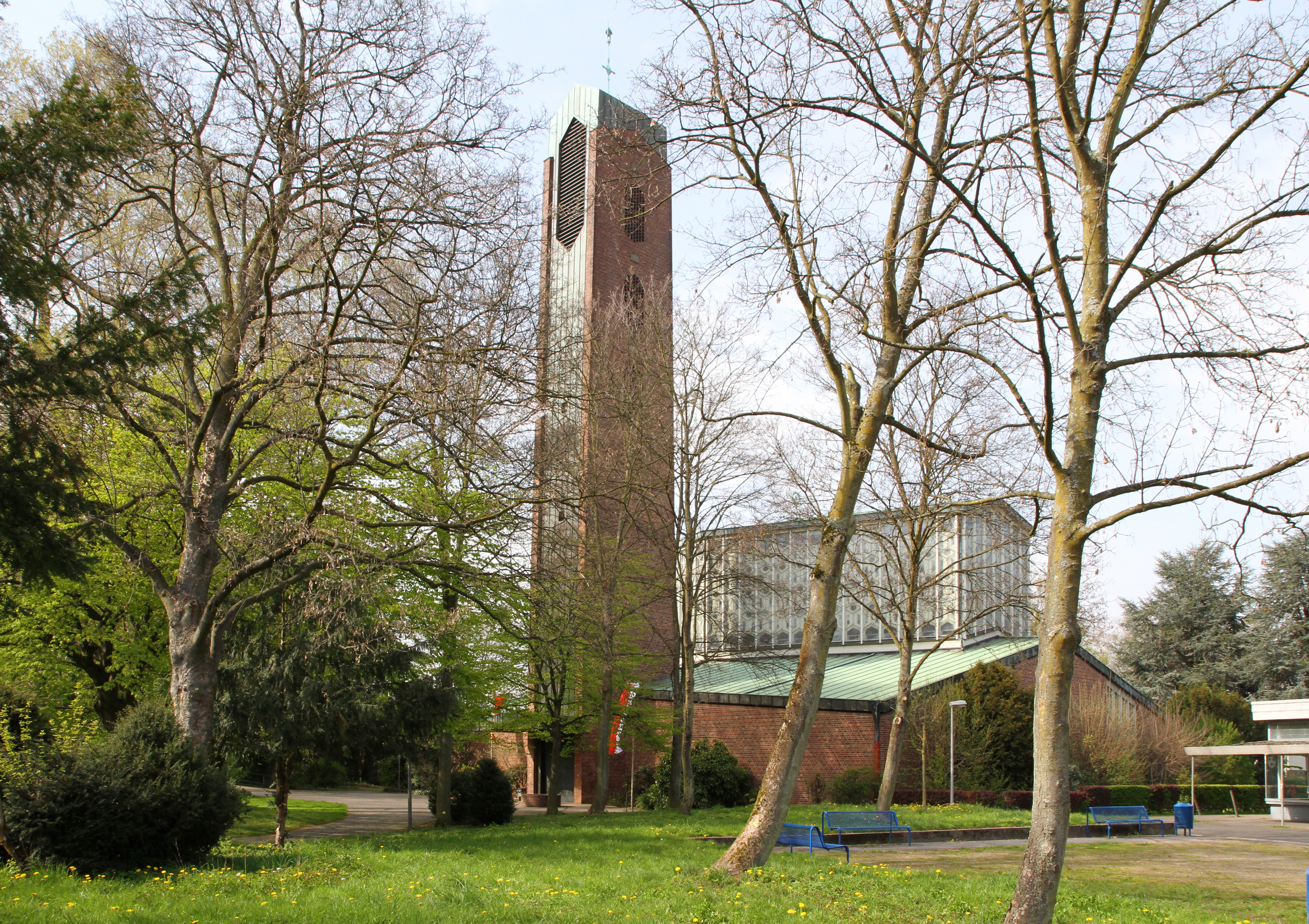
Sankt-Bruder-Klaus, Köln-Mülheim (2012)

- 1934–1937: Kalkbergstadion in Bad Segeberg (Schleswig-Holstein)
- 1935–1938: Thingstätte im ehemaligen Klostergarten, Lamspringe (Niedersachsen)
- 1935–1938: Thingstätte Braunschweig auf dem Nußberg, zusammen mit Ernst Zinsser und Hans-Bernhard Reichow (Niedersachsen)
- 1935–1939: Thingstätte in Leutkirch (Baden-Württemberg)

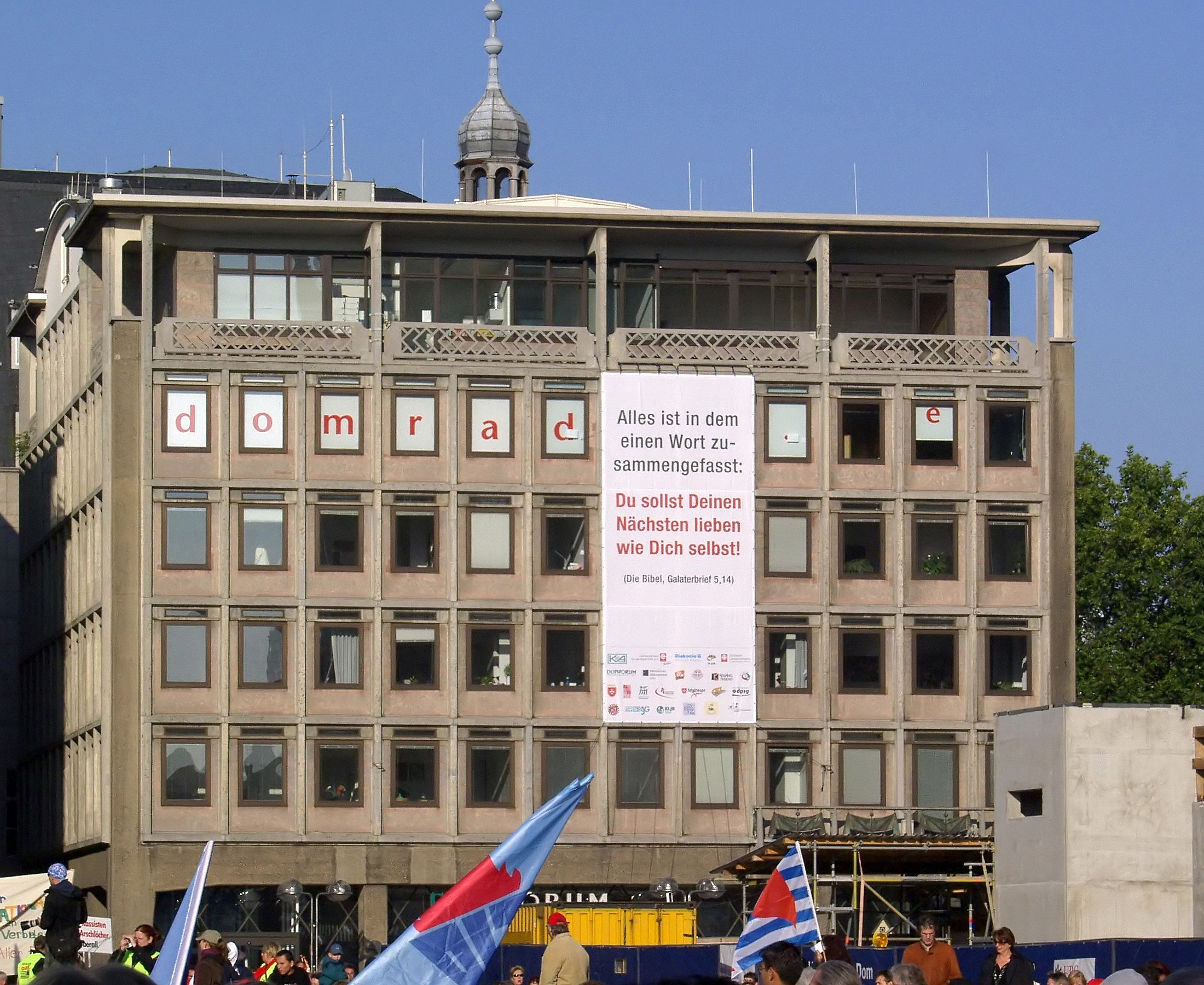
Domforum, Köln

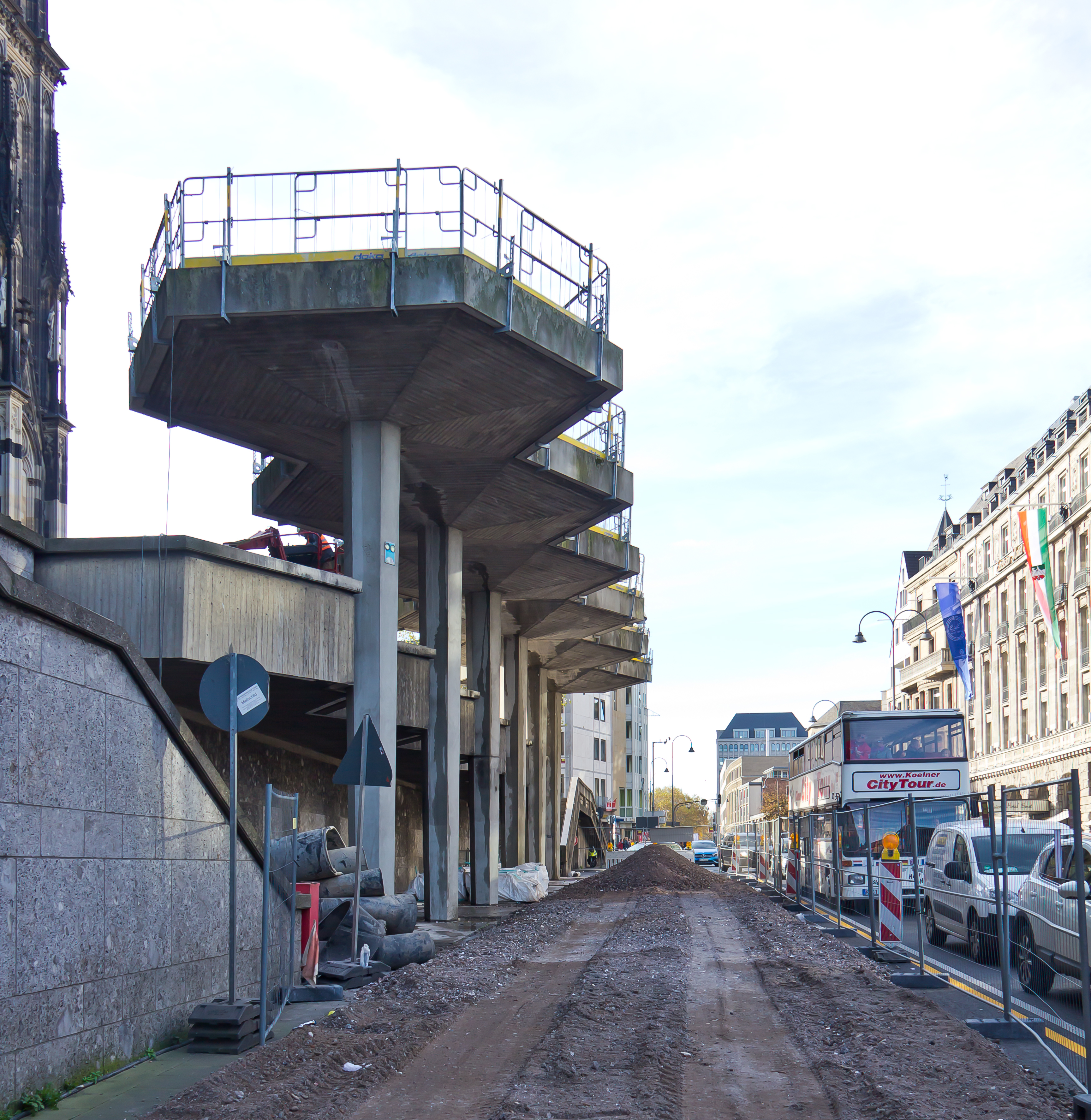
Domplatte Köln, Abbrucharbeiten Betonpilze Bushaltestelle Nordseite, Foto: Raimund Spekking, 2013

### Sakralbauten
- 1950: kath. St.-Bonifatius-Kirche, Hessisch Oldendorf (Weserbergland)
- 1950–1952: kath. Pfarrkirche Christ König, Köln-Longerich
- 1952–1954: kath. Pfarrkirche St. Gabriel in Dormagen-Delrath
- 1953: kath. Pfarrkirche Maria Hilf, Brühl-Heide[3]
- 1953–1954: kath. Pfarrkirche Zum Göttlichen Erlöser, Köln-Rath
- 1955: Kurienkapelle an der Burgmauer in Köln
- 1955: Trauerhalle auf dem Melaten-Friedhof in Köln
- 1955–1956: kath. Pfarrkirche St. Maria Königin in Kerpen-Sindorf, Kirche des Monats Mai 2004 des Erzbistums Köln
- 1956–1957: kath. Pfarrkirche St. Wendelinus, Hürth-Berrenrath
- 1956–1957: St. Bruder Klaus, Bruder-Klaus-Siedlung Köln-Mülheim
- 1956–1957: St. Mauritius (Köln)
- 1957–1959: kath. Pfarrkirche St. Marien, Essen-Segeroth
- 1957–1958: kath. Pfarrkirche St. Mariä Himmelfahrt, Duisburg-Hüttenheim
- 1957–1962: kath. Pfarrkirche St. Johannes der Täufer, Leverkusen-Alkenrath[4]
- 1961: kath. Kirche St. Maria Königin des Friedens, Hessisch Oldendorf, Stadtteil Fischbeck
- 1962–1963: Köln-Lindenthal, St. Thomas Morus
- Köln-Lövenich, St. Severin
- Brühl-Heide, St. Maria Hilf
- Essen-Werden, Bischöfliches Priesterseminar und Diözesanbibliothek
- Deutsche Kriegsgräberstätte Fort-de-Malmaison (Frankreich), Kriegsgräbergedenkstätte
- Düsseldorf-Benrath, St. Cäcilia
- Düsseldorf, St. Rochus
- Kerpen-Neu-Bottenbroich, Heilig Geist
- Köln-Lindenthal, Klosterkirche Vom Guten Hirten
- Köln-Mülheim, St. Urban
- Bad Münstereifel, Klosterkirche St. Angela
- Bedburg-Kirchherten, Klosterkirche
- Neuss-Weckhoven, St. Paulus
- Köln-Seeberg, St. Markus, heute St. Dimitrios
- Wuppertal-Cronenberg, St. Ewalde
- Wuppertal-Sonnborn, St. Remigius

### Stadtgestaltung
- Domplatte (Terrassenbauwerk an der Ost-, Nord- und Westseite des Kölner Doms, daran das Gebäude des Domforums) von 1953

## Nachlass
Der Nachlass (5 lfm. Akten und 71 Rollen Pläne, 289 Nummern; 1933–1995; Findbuch) ist archiviert im Historischen Archiv des Erzbistums Köln.